# Carroll Dawson
Pour les articles homonymes, voir Dawson.
Carroll Dawson, né le 3 mai 1938 à Alba au Texas et mort le 9 septembre 2024, est un ancien entraîneur assistant et General Manager en NBA, travaillant pour la franchise des Rockets de Houston durant 27 années jusqu'à ce qu'il prenne sa retraite en 2007.

## Biographie
Dawson joua à Paris Junior College et à l'université Baylor à la fin des années 1950 et au début des années 1960. En 1960, il fut nommé dans la All-Southwest Conference avec une moyenne de 16.4 points par match pour les Bears de Baylor. De 1973 à 1977, il fut entraîneur de l'équipe de Baylor. Il travailla ensuite comme recruteur pour la franchise NFL des Cowboys de Dallas et vendeur chez Converse avant de devenir entraîneur adjoint pour les Rockets de Houston en 1980.
Dawson se blessa lors d'une partie de golf en 1989, et sa vue diminua alors progressivement. Incapable de continuer à entraîner, Dawson collabora alors avec la direction des Rockets, devenant general manager en 1996. Ses principaux succès furent la sélection de Yao Ming lors de la draft 2002 et le transfert impliquant six joueurs permettant l'arrivée de Tracy McGrady en 2004.
Après avoir annoncé que Daryl Morey lui succéderait, les Rockets honorèrent Dawson en érigeant une bannière avec ses initiales « CD » au plafond du Toyota Center lors d'une rencontre face aux Suns de Phoenix.